# Златко Биљановски
Златко Биљановски — Михајло (Пуста Река, код Крушева, 25. јануар 1920 — Скопље, 8. март 2009), учесник Народноослободилачке борбе, економиста, друштвено-политички радник СФР Југославије и СР Македоније и народни херој Југославије.

## Биографија
Рођен је 25. јануара 1920. године у селу Пуста Река, код Крушева, у сиромашној печалбарској породици. После завршене основне школе у родном селу, 1931. године отишао је у Винковце, где му се отац налазио, и тамо учио кројачки занат. Ускоро се запослио у Крагујевцу. Тамо је постао активан у УРС-овим синдикатима и учествовао у штрајковима и демонстрацијама.
Године 1936. постао је председник омладинске секције текстилаца за Град Београд. Исте године примљен је за члана Савеза комунистичке омладине Југославије (СКОЈ), а 1937. је постао секретар скојевске групе на Карабурми. Због активности у синдикалним и омладинским организацијама, априла 1939, примљен је у Комунистичку партију Југославије (КПЈ).
Његову активност је пратила полиција, па је јула 1939. године ухапшен и држан два месеца у затвору. По изласку из затвора протеран је у Крушево, без права враћања у Београд. У Крушеву се такође прикључио револуционарном покрету. Ускоро је био позван на служење војног рока. За време одсуства у јануару 1941. године, заједно са Шула Мином је формирао партијски актив од пет чланова у Пустој Реци.

### Народноослободилачка борба
После капитулације Југославије априла 1941. године, био је заробљен у Марибору и одведен у логор Сталаг 3А у Бухенвалду. Након изласка из логора у августу 1941, извесно је време био и у логору код Софије у Бугарској. У септембру 1941. се вратио у родно место и укључио у Народноослободилачки покрет (НОП). Повезао се с партијском организацијом и постао члан Месног комитета СКОЈ-а у Крушеву.
У Крушеву га је бугарска полиција ухапсила и испитивала, али је због недостатка доказа био пуштен. У септембру 1942. године отишао је у Крушевски партизански одред „Питу Гули“ и постао политички комесар чете. У пролеће 1943. године постао је заменик политичког комесара Кичевско-мавровског одреда, а у лето исте године курир Главног штаба НОВ и ПО Македоније и Централног комитета Комунистичке партије Македоније, са специјалним задатком за повезивање зона са Главним штабом и Централним комитетом.
У августу 1943. постао је заменик командира Жупског одреда, а после заузимања Кичева, 11. септембра 1943, постао је политички комесар батаљона, који је касније ушао у састав Прве македонско-косовске бригаде. После формирања групе батаљона, постао је политички комесар батаљона „Стив Наумов“. С батаљоном је прешао пут од Кожуфа преко Беласице до Козјака, где је формирана Трећа македонска ударна бригада. Тада је постављен за заменика комесара бригаде. На овој дужности остао је до 2. августа 1944. године.
Био је биран за делегата у Антифашистичком већу народног ослобођења Југославије (АВНОЈ) и на Првом заседању Антифашистичког собрања народног ослобођења Македоније (АСНОМ), августа 1944. године.
У августу 1944. године, када је формирано Одељење за заштиту народа (ОЗН), поверена му је дужност шефа одсека у Главном штабу.

### Послератни период
И после ослобођења је заузимао одговорне дужности у овој служби и органима безбедности, да би напослетку постао Државни секретар за унутрашње послове НР Македоније. После рата је завршио Економски факултет.
Касније је био и на другим одговорним дужностима:
- члан Извршног већа Собрања СР Македоније,
- председник Среског одбора Битољ,
- директор Царинске управе СФРЈ,
- секретар Комисије за друштвени надзор Савезне скупштине СФРЈ,
- председник Комисије за жалбе и представке Савезне скупштине СФРЈ,
- потпредседник Собрања СР Македоније,
- председник Савеза бораца НОР-а Македоније,
- члан Савета федерације.

У више је сазива биран за посланика Собрања СР Македоније и Савезне скупштине СФРЈ. Од Првог конгреса је биран за члана Централног комитета Савеза комуниста Македоније.
Умро је 8. марта 2009. године у Скопљу.
Носилац је Партизанске споменице 1941. и више југословенских одликовања, међу којима су — Орден заслуга за народ са златном звездом, Орден партизанске звезде са сребрним венцем, Орден заслуга за народ са сребрним зрацима, Орден братства и јединства са сребрним венцем и Орден за храброст. Носилац је и више иностраних одликовања, међу које спадају једно бугарско и једно пољско одликовање. Орденом народног хероја одликован је 27. новембра 1953. године.